# Кадниковы
Кадниковы — русский дворянский род, восходящий к XVII веку и внесённый в VI часть родословной книги Костромской губернии Российской империи.
Опричниками Ивана Грозного (1573) числись: Василий и Карамыш Кадниковы.
Кадников Андрей Фёдорович московский дворянин (1692).
Дворяне Кадниковы, документально сопричислявшиеся к родам своих предков в Департаменте Герольдии Правительствующего сената в конце XVIII – начале XIX века, вели свою родословную от трех несвязанных между собой пращуров: Матвея, Терентия и Богдана Кадниковых.

## Потомки Матвея Кадникова
Матвей Кадников (ок. 1620 - ?);
- Яков Матвеевич Кадников (ок. 1655 – пос. 1670). За ним числились имения и дом в деревне Сидоровской Солигаличского уезда;
  - Дий Яковлевич Кадников (ок. 1670 – ?);
    - Косма Диевич Кадников;
      - Петр Космич Кадников;
        - Степан Петрович Кадников (? – до 1817);
          - Иван Степанович Кадников.

        - Василий Больший Петрович Кадников (? – до 1817).
        - Василий Меньший Петрович Кадников (ок. 1765 – 04.06.1814). Прапорщик. Владел через жену усадьбой Словинка Макаревской округи, а также Пастомой. Жена Марфа Ивановна Шигорина (*1769 – пос.1817);
          - Арина Васильевна Кадникова (*1788 – пос. 1817). Муж коллежский регистратор Коротыгин;
          - Параскева Васильевна Кадникова (*1789 – пос.1817). Супруг коллежский регистратор Сытин;
          - Николай Васильевич Кадников (*1791 – пос.1830). Губернский секретарь в Костромской казённой палате; Жена Татьяна Дмитриевна (ок. 1793 – пос. 1829) сестра помещика Макарьевской округи Ивана Дмитриевича Нелидова;
            - Николай Николаевич Кадников (09.05.1820 – пос. 1836). Крещен в Благовещенской церкви в Погари Галичской округи;
            - Наталья Николаевна Кадникова (19.03.1823 – пос. 1837);
            - Устин Николаевич Кадников (03.06.1829 – пос.1837);

          - Елена Васильевна Кадникова (1789 – пос. 1817). Муж купец второй гильдии Александр Челин.

    - Федор Диевич Кадников (ок. 1700 – пос. 1781);
      - Захар Федорович Кадников;
        - Андрей Захарович Кадников (? – пос. 1790);
          - Тимофей Андреевич Кадников (? – до 1826). Прапорщик. Получил от жены усадьбу Киселево. Жена Надежда Васильевна Апушкина (*1794 – пос. 1826);
            - Андрей Тимофеевич Кадников (1813* – пос.1826). Жил в сельце Васильево;

      - Федор Федорович Кадников (1729 - пос. 1789 до 1818). С 1752 года служил во флоте. В 1766 году - капитан-лейтенант майорского ранга. В 1789 году за ним по 4-й ревизии в Кологривской округе крепостные по деревням Елфимово (Екимово), Починок и др. Жил в Буйской округе, сельце Мешкове. Жена Пелагея, дочь прапорщика Андрея Сильвестровича Готовцева;
        - Михаил Федорович Кадников (1762 – пос. 1817). Секунд-майор в Бугском егерском батальоне. Помещик Буйской округи: деревни Мешково, Елфимово, Гулимово, а от матери получил села Тулубьево, Дмитриевское и деревни Андреево, Остребовое, Кондратьево и Соснино. Жена Наталья, дочь кавалера Алексея Григорьевича Петригина;
          - Виктор Михайлович Кадников (26.03.1796 - до 1843). Жил в усадьбе Тулубьево. Первая жена: Дарья Трофимовна (? - пос.1819 до 1824), дочь протоиерея города Киева. Вторая жена: Агриппина Ивановна Поленова (? – пос. 1843);
            - Александра Викторовна Кадникова (26.04.1819 – ?);
            - Евпраксия Викторовна Кадникова (18.07.1825 – пос.1834);
            - Симфориан Викторович Кадников (10.12.1826 – пос.1834);
            - Михаил Викторович Кадников (23.04.1828 – ?);
            - Всеволод Викторович Кадников (04.02.1834 – 14.03.1861);
            - Юлия Викторовна Кадникова (04.07.1836 – ?);

          - Алексей Михайлович Кадников (23.01.1810 Кострома - ?);
          - Мария Михайловна Кадникова (30.11.1811 – пос. 1818);
          - Михаил Михайлович Кадников (1817 – пос.1818);

        - Александр Федорович Кадников (1763 – пос. 1789). Прапорщик. Жена Пелагея Ивановна Аристова;
          - Евдокия Александровна Кадникова (? – пос. 1817);

    - Яков Диевич Кадников;
      - Андрей Яковлевич Кадников (1738 - пос. 1817 до 1828). Неслужащий дворянин. Жил в Мешково. Жена Анна Григорьевна Нелидова;
        - Иван Андреевич Кадников (31.01.1790 – пос. 1832 до 1847). Служил канцеляристом в Буевском уездном казначействе. Проживал в Мешково. Жена: Серафима Федоровна Шишкина;
          - Парфений Иванович Кадников (01.02.1817 - пос.1851);
          - Федор Иванович Кадников (23.12.1825 – пос.1851);
          - Глафира Ивановна Кадникова (1828 – пос.1847). В 1847 году жила в Москве в приходе церкви Екатерининского училища;

        - Евдокия Андреевна Кадникова. Замужем за сержантом Обросимовым;
        - Акилина Андреевна Кадникова, по мужу Ращенская;
- Совет (он же Лукьян) Матвеевич Кадников. Ещё до 1670 (7178) года имел недвижимое имение в Чухломском и Галичском уездах. Владел деревней Сидорово (около погоста Никола-Березовец);
  - Иван Советович (Лукьянович) Кадников (ок.1685 – пос.1710). В 1697 году отделены ему до жребия пустоши Белкуново (Бакунино) и Ивадьино;
    - Семен Иванович Кадников (? – пос. 1780). Получил деревню Круглое (Круглово);
    - Тихон Иванович Кадников (ок. 1725 – 1795), коллежский асессор. В 1780 году в вотчине его приняты подушные книги. Жена: Афросинья Афанасьевана;
      - Иван Тихоновича Кадников (1763 - пос. 1836). Жил в имении Сидорово (близ Березовца) Солигаличского уезда (в вотчину входили также пустоши Круглое и Белково). В 1778 году поступил в Семеновский полк. В 1784 -  от армии отставлен за болезнью отставным поручиком. Жена: Елизавета Тихоновна (1763 – пос.1800), дочь титулярного советника Тихона Гавриловича Бартенева;
        - Василий Иванович Кадников (1781* – пос. 1834 до 1855). Титулярный советник. Помещик в деревнях Сидорово, Емельяново, Аксенково и Федотовка близ Березова. В 1793 поступил рядовым в Нарвский гвардии гарнизонный батальон. С 1798 – прапорщик. Батальонный (1802) и бригадный (1807) адъютант. В 1808 переведен в 23-й Егерский полк. Штабс-капитан (с 1808), в конце года за болезнью уволен и жил Московской части Петербурга[4]. В 1820 году определён в комиссионером с переименованием в 10-й класс. 9-й класс со старшинством (1823). Жена Анна Ивановна (1782 – пос. 1816), дочь генерал-майора Ивана Семеновича Баклановского. Вторая жена Елизавета Дмитриевна (? – пос.1874);
          - Александр Васильевич Кадников (20.09.1802 Нарва – пос.1813);
          - Екатерина Васильевна Кадникова (1803 – 14.06.1846). Муж: Иван Иванович Дамич (Вериг фон Дамич, Damitz) (1796 – ок. 1851). Генерал-майор. Участник войны 1812 года и подавления декабрьского мятежа. Городничий Торжка[5], затем Тверской полицеймейстер. Дети: Мария (в замужестве Горяинова, мать С.М., Ю.М. и А.М. Горяиновых), Арсений, София (по мужу Бодиско), Анна (в браке Федоренко), Ольга (по мужу Холина), Иван и др.;
          - Николай Васильевич Кадников (01.04.1805 Нарва – ок. 1807);
          - Мария Васильевна Кадникова (27.06.1807 Нарва – 27.03.1871 Санкт-Петербург). Замужем за Александром Яковлевичем Шумилиным (14.10.1803 – 10.08.1873), генерал-майором;
          - Варвара Васильевна Кадникова (16.12.1808 Нарва – ?);
          - Алексей Васильевич Кадников (15.02.1810 Санкт-Петербург– 06.08.1810);
          - Николай Васильевич Кадников (18.04.1811 – 12.06.1848). Служил при Ижорских и Колпинских заводах кондуктором 1 класса. Погребен на Смоленском кладбище;
          - Елизавета Васильевна Кадникова (21.01.1813 – 02.08.1813);
          - Елизавета Васильевна Кадникова (08.09.1814 –?);
          - Павел Васильевич Кадников (10.03.1816 - пос.1866). Окончил Павловский кадетский корпус и поступил в гренадерский Принца Вюртмбергского полк. С 1839 года в гренадерском генералиссимуса Суворова, затем во Владимирском пехотном полках. Поручик (с 1845). Исполнял должность смотрителя Костромской городской больницы (как губернский секретарь) с 1848 года. Затем в Костромском и Владимирском гарнизонных батальонах, в Нерехтинской и Шуйской инвалидных командах. В 1856 году уволен в чине штабс-капитана с мундиром. Жена: Александра Николаевна (Никандровна) Порецкая;
            - Александр Павлович Кадников (02.02.1855 Шуя – ?).
            - Мария Павловна Кадникова (29.07.1859 – ?);

        - Анна Ивановна Кадникова (ок. 1782 – ?). Замужем за протоколистом Алексеем Лебедевым;
        - Надежда Ивановна Кадникова (ок. 1785 – ?). Муж Яков Алексеевич Дурново-Юрьевецкий;
        - Тимофей Иванович Кадников (ок. 1787 – ?);
        - Алексей Иванович Кадников (ок. 1789 – ?);
        - Прасковья Ивановна Кадникова (ок. 1791 – пос. 1836);
        - Наталья (Матрена) Ивановна Кадникова (ок. 1793 – ?). Муж (с 1830 г.) - Иван Борисович Сывороткин, служащий в департаменте разных податей коллежский секретарь;
        - Мария Ивановна Кадникова (ок. 1795 – ?);
        - Николай Иванович Кадников (06.12.1797 – пос.1859). Штабс-капитан. Служил в Дорогобужском уезде.Утвержден в дворянстве Смоленской губернии[6].  Жена Екатерина Васильевна;
          - Анна Николаевна Кадникова (22.07.1839 – ?). Крещена в церкви села Высокое Дорогобужского уезда;
          - Павел Николаевич Кадников (16.06.1841 – ?);
          - Мария Николаевна Кадникова (29.10.1842 – ?);
          - Александр Николаевич Кадников (29.08.1844 – ?);
          - Варвара Николаевна Кадникова (29.10.1847 – ?). Крещена в церкви села Степаново Елецкого уезда;
          - Митрофан (Дмитрий) Николаевич Кадников (21.01.1849 – ?);
          - Анна Николаевна Кадникова (09.12.1850 – ?). Крещена в церкви села Троицы Дорогобужского уезда.

        - Михаил Иванович Кадников.

## Герб Кадниковых
Герб внесен в т.н. «Сборник неутвержденных гербов» В. К. Лукомского (Дело №8 по составлению «Сборника неутверждённых гербов Российских дворянских родов» (Материалы Гербового Отделения Сената) Гербового Музея Главного Управления Архивным Делом).

Описание выполнено по изображению на карточке в деле:
«1-й вариант — щит рассечен, в правой черной части золотое стропило, в нем три горящих гранаты, над ним две, под ним одна шестиконечные серебряные звезды; левая часть пересечена, в верхнем лазуревом поле рука в латах, держащая меч, выходит из серебряных облаков, в нижнем червленом поле крепостная стена с тремя башнями, воротами, на средней башне — стоящий лев вправо, с поднятым мечом. Нашлемник: три страусовых пера. Намет: лазуревый с серебром.
2-й вариант — щит рассечен, в правой черной части золотое стропило; левая часть пересечена, в верхнем лазуревом поле серебряная звезда, в нижнем червленом поле рука в латах, держащая меч. Нашлемник: три страусовых пера. Намет: справа лазуревый с серебром, слева черный с золотом.»